# Falstaff (Verdi)
|  | Per a altres significats, vegeu «Falstaff (desambiguació)». |

Falstaff és una commedia lirica operística en tres actes de Giuseppe Verdi, segons un llibret d'Arrigo Boito adaptant les obres de Shakespeare The Merry Wives of Windsor i Henry IV. S'estrenà amb gran èxit el 9 de febrer de 1893 a La Scala de Milà. A Catalunya s'estrenà el 18 d'abril de 1896 al Gran Teatre del Liceu. És considerada com l'última òpera bufa.
Encara que no tan immensament popular com les obres que immediatament la precedien, Aida i Otello, Falstaff ha estat durant molt de temps una de les favorites dels crítics pel seu refinament melòdic. Fou l'última òpera de Verdi, escrita en la vuitena dècada del compositor, i la segona que era una comèdia de les seves vint-i-sis òperes. Era també la tercera de les seves òperes basada en una obra de Shakespeare, i com la seva primera adaptació del dramaturg anglès, Macbeth, conclou amb una fuga, el Tutto nel mondo è burla.
L'acció es desenvolupa a Windsor (Anglaterra), durant el regnat d'Enric V, a començaments del segle xv. El personatge central té, a més dels inevitables aspectes bufonescos, una dignitat i una intel·ligència natural –hedonista, materialista i cínica– que li atorguen un gran atractiu. L'òpera, que és una gran comèdia sobre les febleses humanes, explica les cruels burles que dues poderoses burgeses de la població anglesa de Windsor preparen a Falstaff i duen a terme en resposta als seus ridículs intents de seducció, amb un inevitable final feliç.

## Origen i context
Després de dotze anys de silenci, Verdi recupera la seva activitat amb dues òperes basades en personatges de Shakespeare: Otello i Falstaff. No és una decisió fortuïta perquè aquests dos títols que tanquen l'obra de Verdi estan impregnats d'una profunda teatralitat i expressivitat pròpia, que marcarà decisivament els compositors de l'escola verista.
Verdi va escriure aquesta obra mestra poc abans de complir els 80 anys, i és considerada el testament musical del genial compositor. S'hi va inspirar a partir de dos textos del seu admirat Shakespeare: Les alegres comares de Windsor i Enric IV on s'explica un mateix conte. Boito, autor de cultura clàssica i un versificador refinat, amarat en els últims corrents de la literatura europea, adequat per interpretar Shakespeare mitjançant del decadentisme en comptes del romanticisme de Verdi, li proposa el 1889 un nou projecte Shakesperià basat en aquestes dues obres. Aquesta nova col·laboració representa una nova direcció per les obres de Verdi i també per la tradició del llibret italià. Boito es va trobar amb dificultats per poder adaptar l'obra de teatre al llibret i, comparativament, el llibret es desenvolupa d'una manera més lineal que no l'obra de teatre. Una fidel adaptació de Les alegres comares de Windsor no hauria estat suficient perquè Falstaff fos una obra mestra si no fos perquè la font de la grandesa teatral recau en les dues parts d'Enric IV, amb la decisió crucial de Boito d'extreure els passatges que millor delineaven l'heroi.

## Representacions
L'estrena de Falstaff es va dur a terme el 9 de febrer de 1893 a La Scala de Milà amb gran èxit. L'il·lustre baríton francès Victor Maurel, que havia interpretat el paper de Iago en l'òpera anterior de Verdi, Otello, va cantar Falstaff en l'estrena.
La primera representació a l'estranger va ser a Viena el 21 de maig de 1893. A Hamburg s'hi estrenà el 2 de gener de 1894, dirigida per Gustav Mahler. Al Regne Unit, l'òpera es va representar per primera vegada a la Royal Opera House el 19 maig de 1894 amb Arturo Pessina en el paper principal, mentre que l'estrena als Estats Units va ser al Metropolitan Opera de Nova York, el 4 de febrer 1895 amb Victor Maurel fent de Falstaff. L'òpera segueix sent representada per tot el món.

### Primera representació: repartiment
Aquesta és la llista dels actors escollits per l'estrena:
| personatge                                              | veu            | cantant                  |
| ------------------------------------------------------- | -------------- | ------------------------ |
| Sir John Falstaff                                       | baríton        | Victor Maurel            |
| Ford, marit d'Alice                                     | baríton        | Antonio Pini-Corsi       |
| Fenton                                                  | tenor          | Edoardo Garbin           |
| Dr. Caius                                               | tenor          | Giovanni Paroli          |
| Bardolfo                                                | tenor          | Paolo Pelagelli-Rossetti |
| Pistola                                                 | baix           | Vittorio Arimondi        |
| Mrs. Alice Ford                                         | soprano        | Emma Zilli               |
| Nannetta, la filla                                      | soprano        | Adelina Stehle           |
| Mrs. Quickly                                            | mezzosoprano   | Giuseppina Pasqua        |
| Mrs. Meg Page                                           | mezzosoprano   | Virginia Guerrini        |
| Mine, hoste de l'alberg Gater                           | mim, sense veu | Attilo Pulcini           |
| Robin                                                   | mim, sense veu | ?                        |
| Burgesos i poble, servents de Ford, bruixes, fades, etc |                |                          |

Durant el llarg procés de composició les alteracions fetes al text de Boito van ser relativament poques. Boito va prendre detalls de les tres obres de Shakespeare. En aquest llibret simplifica l'acció i dona relleu humà a sir John, aquest seductor vingut a menys, però simpàtic. (És un parent, encara que llunyà, del baró Ochs que apareix en El Cavaller de la Rosa)
Verdi escrivia Fastaff sense haver pensat en teatres o cantants. La va escriure per al seu propi gaudi. Abans que la composició s'acabés, el llarg procés d'escollir el repartiment de la primera representació havia començat. L'estrena tindria lloc en el teatre de La Scala.

Per la comèdia buscava cantants que també sabessin actuar i que es moguessin amb gran seguretat a l'escenari. A la seva correspondència posa en relleu la dificultat de trobar cantants amb bona dicció:
“La música no és difícil però ha de ser cantada de forma diferent a com van ser cantades l'opera buffa i les comèdies modernes. No volia que es cantés com Carmen ni tan sols com Don Pasquale ...Generalment parlant els nostres cantants només poden cantar amb veu plena, ells no tenen elasticitat vocal ni clara dicció, atenuen els atacs i accents verbals i musicals i perden el control de la respiració...”
 “A cada nota i síl·laba se li ha d'atorgar la seva merescuda exactitud. No volia un elevat drama i emoció, a Falstaff. Això és comèdia, música, notes i paraules no cantades, moviment sobre l'escenari i quantitat de canvis de ritme.”

## Síntesi argumental

### Acte I

#### Quadre I
A l'interior de l'Osteria della Giarretiera el vell Falstaff està còmodament instal·lat. El doctor Cajus, personatge ridícul i amanerat, li retreu que la nit passada ell mateix i els seus criats Bardolfo i Pistola el van fer beure massa i li robaren tots els diners. El vell cavaller reacciona amb cinisme, demana a l'hostaler més xerès, i quan Cajus se'n va, recrimina als criats el poc art de les seves malifetes. L'hostaler porta a Falstaff les factures que deu i el cavaller es desespera en veure que la seva bossa està buida. Com a solució de la seva mala economia se li acut seduir una bella burgesa de Windsor, Alice Ford, casada amb un home ric i generós, i també una altra burgesa, Meg Page, que suposadament també està encantada amb ell. Quan ordena als criats que portin dues cartes que ha escrit, inflamades d'amor, a les dues dames, aquests refusen fer de missatgers argüint que això lesionaria el seu honor. Falstaff hi envia el seu petit patge Robin i s'adreça als criats amb una esplèndida diatriba contra l'ús del concepte «honor» i els acomiada.

#### Quadre II
A prop de la casa dels Ford a Windsor, entren Meg Page i una simpàtica i alegre veïna, Mrs. Quickly, que es troben amb Alice Ford i la seva filla Nannetta. Les dues burgeses, molt amigues, s'ensenyen les ridícules cartes amoroses, i idèntiques, que acaben de rebre de Falstaff. Divertides i irritades decideixen, amb l'ajuda de Nannetta i Quickly, preparar una venjança i posar en ridícul el vell cavaller. D'altra banda, es troben Mr. Ford, el doctor Cajus –pretendent de la seva filla Nannetta–, Fenton –que estima Nannetta i és correspost–, Bardolfo i Pistola. Els criats comuniquen a Ford els plans de seducció del vell cavaller i la indignació de Ford és enorme. Els cinc homes decideixen també preparar una estratègia per venjar-se del vell sapastre. Després d'una deliciosa escena d'amor entre Fenton i Nannetta, les tres dones decideixen que Mrs. Quickly porti un missatge de part d'Alice Ford al vell Falstaff proposant-li una cita galant, per fer-lo caure en una trampa i llançar-lo a l'aigua. Ford, amb el suport dels antics criats de Falstaff, decideix amagar la seva personalitat i anar a visitar el cavaller per poder preparar-li una bona emboscada. Les dones tanquen l'acte entre grans riallades.

### Acte II

#### Quadre I
Altre cop a l'Osteria della Giarretiera, Falstaff, al seu confortable racó bevent xerès, rep Bardolfo i Pistola, que li demanen perdó i es posen al seu servei. Fan entrar Mrs. Quickly, que es presenta a sir John Falstaff i amb una gràcia especial porta l'encàrrec d'Alice Ford, enamorada del vell cavaller, que el rebrà a casa seva de dues a tres, hora en què el seu gelós marit acostuma a sortir. Falstaff rep el missatge amb gran satisfacció, convençut del seu poder seductor. Li porta també un missatge de la bella Meg, a la qual el marit no deixa mai sola. Falstaff se sent content i feliç. Es presenta després Ford amb el fals nom de "mestre Fontana", que li regala una garrafa de vi de Xipre i li ofereix un saquet ple de monedes d'or. La raó d'aquest obsequi és que està follament enamorat d'una dama de Windsor anomenada Alice Ford, que el rebutja, i està convençut que si sir John aconsegueix obtenir els favors de la dama, el camí restarà obert per a ell. Falstaff ho accepta i empès per l'entusiasme davant el regal li diu que ho doni per fet, que té una cita amb aquesta mateixa senyora de dues a tres. Se'n va a posar-se elegant i Ford, indignat, canta una ària plena de violència contra les dones.

#### Quadre II
En una cambra de la casa dels Ford, Mrs. Quickly informa Alice i Meg que Falstaff ha caigut al parany i les dones ho preparen tot per a la burla, però Nannetta diu plorosa a la seva mare que el seu pare vol casar-la amb el doctor Cajus. Alice li promet ajuda. Mrs. Quickly avisa de l'arribada de Falstaff i totes s'amaguen menys Alice, que comença a tocar el llaüt d'una manera seductora. Falstaff entra i mostra una gran passió amorosa, però aviat Mrs. Quickly i Meg anuncien amb grans escarafalls l'arribada de Ford amb un grup nombrós d'homes que busca l'intrús, disposat a venjar-se. L'acció es precipita: Falstaff s'amaga darrere un paravent, entra violentament el marit, que dona ordre d'escorcollar-ho tot i Meg convenç Falstaff, aterrit, que es fiqui dins el cove de la roba bruta. Nannetta i Fenton s'amaguen també darrere el paravent. Ford s'adona que darrere el paravent hi ha algú, el fa encerclar segur que hi trobarà in fraganti Alice i Falstaff, però la seva decepció i enrabiada són grans quan hi apareixen Fenton i Nannetta. Tot seguit, Alice ordena als criats que llencin el cove pesant de la roba bruta en una bassa del Tàmesi al costat dels safareigs que hi ha sota la finestra. Després de la gran trompada, les dones expliquen la burla als homes i tots riuen i s'alegren del ridícul que ha fet el pobre Falstaff.

### Acte III

#### Quadre I
Fora de l'Osteria della Giarretiera, Falstaff s'està recuperant de l'ensurt i la mullena dins el Tàmesi, i medita sobre la mala jugada que li han fet i sobre la maldat del món en general. Però reacciona sobretot a partir de la gerra de vi calent que li porta l'hostaler. Torna en qualitat de missatgera Mrs. Quickly, com si no hagués passat res; el vell cavaller li fa una sèrie de retrets plens de violència, però Quickly és hàbil, carrega la culpa als criats, li diu que Alice està desolada i li dona una carta de part seva. Falstaff dona mostres de tornar a estar tocat per les paraules d'Alice mentre la seva gent observen amagats i riuen de la seva credulitat. Alice el convoca a la mitjanit al Parc Reial de Windsor, sota un roure llegendari, el lloc on les bruixes celebren els seus sàbats i hi acudeixen les fades i altres esperits del bosc; ell hi va vestit de "caçador Negre", amb llargues banyes. Alice explica que ha preparat una nova trama per castigar Falstaff, una mascarada en què tothom anirà disfressat i a la fi el vell lasciu serà forçat a confessar les seves culpes, bastonejat per tots. Quickly s'adona que, aprofitant la situació, Ford es posa d'acord amb el doctor Cajus perquè a la fi de la festa doni el seu braç a Nannetta, disfressada de "reina de les fades", i ell mateix beneirà la parella com a marit i muller.

#### Quadre II
Al Parc Reial de Windsor, de nit, es troben Fenton i Nannetta. Alice els interromp i fa vestir el noi amb un hàbit de monjo de la Trapa per intervenir i capgirar els plans del seu marit de casar la filla amb Cajus. Arriba Quickly, que ha fet vestir de núvia Bardolfo amb la mateixa finalitat. Quan sonen les campanades de mitjanit apareix Falstaff disfressat, atemorit i ridícul. En veure la seva estimada Alice, intenta abraçar-la i li dirigeix paraules d'amor, però arriba Meg, que anuncia l'inici del sàbat i torna així a trastornar els seus plans. Apareix Nannetta vestida de "reina de les fades" i invoca les nimfes, elfs, sílfides i altres éssers fantàstics i Falstaff creu que qui miri les fades morirà i s'ajau a terra. Nannetta i les fades es burlen del vell terroritzat i aviat entren els altres personatges disfressats: Alice, Meg, Quickly, Bardolfo, Pistola, Cajus, Fenton i Ford.
Tots es disposen a castigar el vell cavaller, l'insulten, se'n burlen i comencen una mena d'exorcisme amb grollers insults acompanyats de cops i bastonades, pessics, rebolcades, punxades, en una escena realment cruel. De sobte Falstaff reconeix Bardolfo i comprèn que tot és un engany. Recupera part del seu coratge i passa a l'atac contra el seu criat amb un enfilall d'insults recargolats. Davant la seva valentia, tots aplaudeixen i Falstaff demana una mica de treva perquè està fatigat. Les dones posen el vel blanc de núvia a Bardolfo, Falstaff s'adona que el senyor Fontana no era altre que el marit d'Alice i que són les comares de Windsor, Quickly inclosa, les autores de la mala jugada. Falstaff, però, sosté que sense la seva manera de ser la gent ordinària no trobaria cap gràcia a la vida. Ford decideix acabar amb la boda de la seva filla, la "reina de les fades", i fa acostar Cajus i Bardolfo disfressats. Alice demana al marit que la benedicció nupcial sigui doble, perquè hi ha una altra parella, i Ford ho accepta. Així, beneeix amb gran satisfacció els nuvis. Quan aquests es treuen les màscares, descobreix amb irritació Bardolfo de parella amb Cajus i Nannetta amb Fenton. Però Ford es commou davant la felicitat de la seva filla, que li demana perdó, i accepta de bon grat la situació i proposa un gran sopar per a tothom, incloent-hi el vell cavaller. L'apoteosi final ve marcada per la prodigiosa fuga buffa, iniciada per Falstaff, amb tot el cor: Tutto nel mondo è burla («tot en el món és una burla»), considerada el brillant testament del gran i ancià compositor, la gran riallada final.

## La música de Falstaff
Falstaff és l'última òpera de Verdi. Aquesta pertany al segon període d'obres. A partir de Rigoletto, comença a compondre amb més calma. Les primeres obres van ser compostes a un ritme frenètic atenent al mercat operístic de l'època. Aquestes últimes són pensades amb més temps veient-se reflectit a nivell formal, ja que anirà deixant de costat l'estructura preconcebuda de solita forma creant un argument i personatges amb més profunditat, més força i complexitat. Deixa en un segon pla la imatge del poble que tanta importància havia atorgat a les obres que pertanyen les seves primeres produccions.
Malgrat ser una comèdia, Verdi utilitza en aquesta òpera el mateix estil que a Otello: un format grandiós, integral i continu; construccions arioses en les quals la comèdia es desenvolupa amb rapidesa.

### La nova vocalitat
A l'època de Verdi comença a existir la necessitat d'una dramatúrgia que encarnés l'entonació realista de la paraula i el desenvolupament d'una acció dramàtica alliberada de la estructura musical de la solita forma. Comença a demanar-se més expressivitat, un cant més fort i directe, més declamat. L'estil vocal és belcantista però amb una nova força expressiva.
Boito i Verdi volen trobar en aquesta comèdia la normalitat d'esdeveniments i episodis que s'atribuïa al teatre de Rossini, dotant els personatges i situacions amb una vitalitat habitual i una psicologia autèntica.
Partint d'aquestes premisses, Verdi compondria la partitura de Falstaff subratllant definitivament l'entonació naturalista de la vocalitat tot abandonant les formes melodramàtiques, de les quals solament va deixar algunes petjades en la figura del protagonista i en la parella d'enamorats, que són ombres de personatges ja passats de moda, pertanyents al melodrama del segle xviii i xix.
Aquest estil de cant està present, per exemple en Va vecchio John i Sul fil d'un soffio etesio, moments en els quals predomina un recitat musical sostingut per una orquestra més subtil, dúctil, encara que elaborada i que anteriorment Verdi no hagués delineat mai, però que no substitueix els valors melòdics, funcions estàtiques i acció dramàtica fulminant lligada al vocalisme pròpia del teatre de Verdi.

### Revitalització de la comèdiabuffai domini de la tècnica orquestral
La partitura de Falstaff no tant en la seva forma com en la seva essència, deriva directament de la tradició musical italiana, de Rossini i de les reminiscències bufes del teatre de Mozart.
Deixa enrere tot el melisma vocal, cosa contrastant si es compara amb les melodies de les seves primeres obres, com a Simon Boccanegra, on ja no es troben restes d'aquesta vocalitat belcantista.
En aquesta obra Verdi va trobar una estil proper al parlando i ho va desenvolupar fins a la màxima perfecció. Aquest estil, com és lògic, no podia aparèixer en les seves nombroses òperes tràgiques. L'estil que el caracteritza es podria definir com molt clar, gairebé Mozartià, de frases i melodies brillants i que sobre l'escenari aconsegueix que l'escena flueixi.
Falstaff comparteix amb Don Giovanni, el nom dels protagonistes, Sir John i Don Giovanni. La lectura que hom pot fer pot interpretar-se com una paròdia de l'òpera Mozartiana. Un exemple podria ser al final de Don Giovanni quan es canta Questo è il fin di chi fa mal que presenta un contrapunt complex acompanyant un text moralitzador.
En Tutto nel mondo è burla mostra una ocupació del contrapunt magistral. Conté tots els ingredients d'una fuga: subjecte, resposta, contrasubjecte, stretto...
Després de les notes del subjecte, el contrasubjecte afegeix un motiu que dona lloc a la base de l'episodi i els antecedents del qual es troba en la contramelodia de Gaie comari di Windsor.
La modernitat tècnica està present en l'orquestració, s'assembla a la dels Meistersinger von Nürnberg de Wagner. La instrumentació és molt similar i ambdues òperes acaben amb un ensemble organitzat en línies molt similars. La contemporaneïtat de la seva tècnica està present també en passatges com el del bosc de Windsor abans de la cançó de Nanetta. Aquest passatge és ricament evocatiu com qualsevol de les obres coloristes del s. XIX.
Aconsegueix una música molt descriptiva, el discurs musical imita les paraules del llibret, el moment més obvi es dona sobre l'extravagant joc que porta a cap Boito sobre la paraula trinat en l'escena 1, en el qual es dona un crescendo imponent de trinats que acaba en el que el text descriu com "una demència trinada", Un altre exemple d'aquesta mimesi entre música i text es dona en la cançó de Nannetta o en l'escena de tortura, en la qual l'orquestra fa exactament el que el text diu. També trobem aquesta imitació en el sonet de Fenton, obrint l'última escena de l'òpera, Dal labbro il canto estasiato vola.

### Enllaç amb la tradició verista
Des de l'estrena de Falstaff a la defunció de Verdi transcorren vuit anys, període en el qual es consoliden els seus hereus directes, els compositors veristes. Cavalleria rusticana, Pagliacci i Manon Lescaut es posaven en escena abans de l'estrena de Falstaff. Els compositors de l'escola verista, un dels quals fou Puccini, arriben a la fama mentre Verdi és encara viu.
La innovació de Falstaff resideix en presentar trets estètics posteriors, on els gestos pesants romàntics són lleugerament irònics. Amb Falstaff queda inaugurat el final del segle romàntic. Si Mascagni i els seus seguidors prenen de Bizet els baixos ambients i els moments de passió desenfrenada, de Verdi prenen l'elegància i les estridents harmonies, 
El realisme de Falstaff pot dir-se que va posar fi a la fase vuitcentista del melodrama italià malgrat que al final aparegui una fuga, que sembla citar l'element de fantasia de l'obra i enceta una perspectiva neoclàssica.

## Moments destacats
- L'onore! Ladri! - monòleg de Sir John Falstaff, acte I, escena 1
- È sogno? o realtà - monòleg de Ford, acte II, escena 1
- Va, vecchio John - sir John Falstaff, acte II, escena 1
- Quand'ero paggio del Duca di Norfolk - arieta de sir John Falstaff, acte II, escena 2
- Ehi! Taverniere - monòleg de sir John Falstaff, acte III, escena 1
- Quando il rintocco della mezzanotte - relat de Quickly, acte III, escena 1
- Dal Labbro il canto estasiato vola - romança de Fenton, acte III, escena 2
- Sul fil d'un soffio etesio - romança de Nannetta, Acte III, Escena
- Tutto nel mondo è burla - fuga final, acte III, escena 2

## Referents discogràfics[7]
1. Director: A. Toscanini Cantants: Giuseppe Valdengo, A. Nelli, N. Merriman, T. Stich-Randall, F Guarrera, A. Madasi. Orquestra: Orquestra Simfònica de la NBC Cor: Coral Robert Shaw Discogràfica: RCA (2 CD) (gravació històrica)
2. Director: H. von Karajan Cantants: Tito Gobbi, E. Schwarzkopf, N. Merriman, F. Barbiei, A. Moffo, R. Panerai, L. Alva Cor i Orquestra: Cor i Orquestra Philharmonia Discogràfica: EMI (2 CD)
3. Director: G. Solti Cantants: José van Dam, L. Serra, S. Graham, M. Lipovsek, E. Norberg Schulz, P. Coni, L. Canonici. Orquestra: Orquestra Filharmònica de Berlín Cor: Cor de la Ràdio de Berlín Discogràfica: DECCA (2 CD)